# Clubs Are Trump
Clubs Are Trump er en amerikansk stumfilm fra 1917 af Hal Roach.

## Medvirkende
- Harold Lloyd
- Snub Pollard
- Bebe Daniels
- Gilbert Pratt
- Fred C. Newmeyer